# Groton (Dakota del Sud)
Groton és una població dels Estats Units a l'estat de Dakota del Sud. Segons el cens del 2000 tenia 1.356 habitants.

## Demografia
Segons el cens del 2000, Groton tenia 1.356 habitants, 524 habitatges, i 372 famílies. La densitat de població era de 308 habitants per km².
Dels 524 habitatges en un 35,7% hi vivien nens de menys de 18 anys, en un 59,7% hi vivien parelles casades, en un 8,8% dones solteres, i en un 29% no eren unitats familiars. En el 27,5% dels habitatges hi vivien persones soles el 14,7% de les quals corresponia a persones de 65 anys o més que vivien soles. El nombre mitjà de persones vivint en cada habitatge era de 2,45 i el nombre mitjà de persones que vivien en cada família era de 2,99.
Per edats la població es repartia de la següent manera: un 27,8% tenia menys de 18 anys, un 5,7% entre 18 i 24, un 24,3% entre 25 i 44, un 20,2% de 45 a 60 i un 22% 65 anys o més.
L'edat mediana era de 39 anys. Per cada 100 dones de 18 o més anys hi havia 83 homes.
La renda mediana per habitatge era de 38.125 $ i la renda mediana per família de 47.788 $. Els homes tenien una renda mediana de 30.865 $ mentre que les dones 21.688 $. La renda per capita de la població era de 17.248 $. Entorn del 4,2% de les famílies i el 5,8% de la població estaven per davall del llindar de pobresa.

## Poblacions més properes
El següent diagrama mostra les poblacions més properes.